# John Richard Gott
Pour les articles homonymes, voir John Gott et Gott.
John Richard Gott III, né le 8 février 1947 à Louisville (Kentucky, États-Unis) est un professeur d'astrophysique à l'université de Princeton. Il est spécialement renommé pour avoir développé et soutenu deux théories cosmologiques aux relents de science-fiction : le voyage dans le temps et l'argument de l'apocalypse.

## Théories du voyage dans le temps et matière exotique
Le bestseller de Paul Davies How to build a time machine (Comment construire une machine à explorer le temps) porte au crédit de Richard Gott la proposition d'utiliser les cordes cosmiques pour créer une machine à voyager dans le temps. La machine de Gott dépend de la tension antigravitationnelle des cordes hypothétiques pour déformer l'espace sans attirer les objets situés à proximité. Le voyageur devrait suivre un chemin bien précis autour des cordes en séparation rapide, et voir qu'il s'est déplacé vers le passé. La solution de Gott requiert cependant que les cordes soient effectivement de longueur infinie : un théorème de Stephen Hawking prouve que selon la relativité générale, des courbes spatio-temporelles fermées de type temps ne peuvent être créées dans une région finie de l'espace, à moins qu'il n'y existe de la matière exotique qui violerait certaines conditions d'énergie, alors qu'on ne s'attend pas à ce que les cordes cosmiques violent ces conditions, ce qui fait que les cordes de longueurs finies ne peuvent pas fonctionner,.
Gott proposa également un « miroir du temps » : un dispositif de voyage dans le temps fondé sur le principe du retard du temps.
Le dispositif serait situé à proximité d'un trou noir à quelques centaines d'années-lumière de la Terre ou plus. Le dispositif agirait comme un collecteur de lumière et propulserait les rayons lumineux déformés et courbés par la dépression gravitationnelle du trou noir. Le collecteur révélerait ainsi le passé tel que détaillé par les photons originaires de la Terre.
Puisque Gott croit que le voyage dans le temps n'est pas exclu au plan cosmologique, il a présenté la possibilité que l'Univers se soit créé à partir de lui-même (à une date ultérieure). Cette suggestion controversée a été publiée avec Li-Xin Lin, et a été décrite par Gott comme « si une branche d'arbre s'arrondissait et grandissait jusqu'à rejoindre le tronc. En ce sens, l'Univers pourrait être sa propre mère. »
Dans son propre ouvrage Time Travel in Einstein's Universe: The Physical Possibilities of Travel Through Time (Voyage dans le temps dans l'univers d'Einstein : les possibilités physiques de voyage dans le temps), Gott soutient que le voyage dans le passé est tout à fait possible, bien que probablement uniquement après la construction d'un dispositif fonctionnel (« durant » son existence), et certainement pas le long de la ligne de temps passée propre au voyageur (il soutient que soit l'interprétation de la mécanique quantique des mondes multiples doit être invoquée pour résoudre le paradoxe du grand-père, soit le voyage dans le temps demeure cohérent, c'est-à-dire qu'il est possible de voyager dans le passé, mais pas de le modifier, comme dans le principe de cohérence de Novikov).
Bien qu'il souligne énergiquement que le voyage lui-même dans le temps soit un phénomène physique banal, en ceci il signifie le voyage dans le temps futur à différents « taux » au moyen de la relativité générale, il ne s'engage pas complètement sur le point du voyage dans le passé. Le livre ne dit pas que quoi que ce soit de connu exclue un tel voyage, mais il n'exclut pas complètement la possibilité que de futures recherches puissent un jour prouver son impossibilité.

## Méthode de Copernic et théorie de l'Apocalypse
C'est en 1969 que Gott pensa pour la première fois à sa méthode de Copernic d'une estimation durée de vie. En arrêt devant le Mur de Berlin, il se demanda combien de temps celui-ci allait encore rester. Au lieu de procéder à une extrapolation à partir d'un ensemble de données issues de la géopolitique mondiale (futurologie), Gott utilisa son ignorance relative comme un avantage en affirmant que le principe copernicien s'applique dans les cas où aucune donnée n'est connue. À moins qu'il n'existe une cause particulière à sa visite (ce qu'il ne pensait pas), cela fixait à 75 % la probabilité qu'il voie le Mur après le premier quart de sa vie. En se fondant sur son âge (de huit ans) en 1969, Gott s'éloigna du Mur persuadé à 75 % qu'il ne serait plus là en 1993 ((8/0,25) + 1961).
Dans la réalité, le Mur fut abattu en 1989, et en 1993, Gott appliqua la méthode copernicienne à la durée de vie de la race humaine. Son article dans le magazine Nature fut le premier à appliquer le principe de Copernic à la survie de l'humanité. Sa prédiction originelle fixait avec un intervalle de confiance de 95 % la durée de vie de la race humaine entre 5,1 milliers et 7,8 millions d'années.
Il fit à la suite de gros efforts pour défendre ses déclarations sur l'argument de l'apocalypse contre un grand nombre de critiques à caractère philosophiques, et ce débat (comme celui sur la faisabilité d'une boucle temporelle fermée) est toujours en cours. Pour populariser la méthode de Copernic, Gott donna au magazine The New Yorker un intervalle de confiance de 95 % sur la fermeture de trente quatre productions théâtrales de Broadway et Off-Broadway en se fondant seulement sur leur date de lancement. Le résultat de la prédiction s'avéra correct à plus ou moins 95 %.

## Enseignement
La qualité de son enseignement a été reconnue par la Présidence de son Université, en particulier son travail visant à mettre en évidence des étudiants particulièrement capables. Il œuvre activement à la promotion de la science à destination du public populaire. Enfin, les étudiants de Princeton l'ont élu comme professeur le plus remarquable de l'école à différentes reprises.
Gott est un Presbytérien qui distingue les questions physiques des questions métaphysiques par leur  téléologie ; il pense que ses écrits sont entièrement scientifiques (sans intrusion dans le domaine de la théologie) parce qu'il n'examine jamais la raison pour laquelle les choses sont (ou pourraient être) comme elles sont.